# تیبور برسلی
تیبور برسلی (انگلیسی: Tibor Berczelly؛ ۳ ژانویهٔ ۱۹۱۲ – ۱۵ اکتبر ۱۹۹۰) شمشیرباز اهل مجارستان بود.
وی در مسابقات کشوری و بین‌المللی در مجموع برندهٔ ۳ مدال طلا، ۲ مدال برنز شده‌است.